# Przełom Tylmanowski

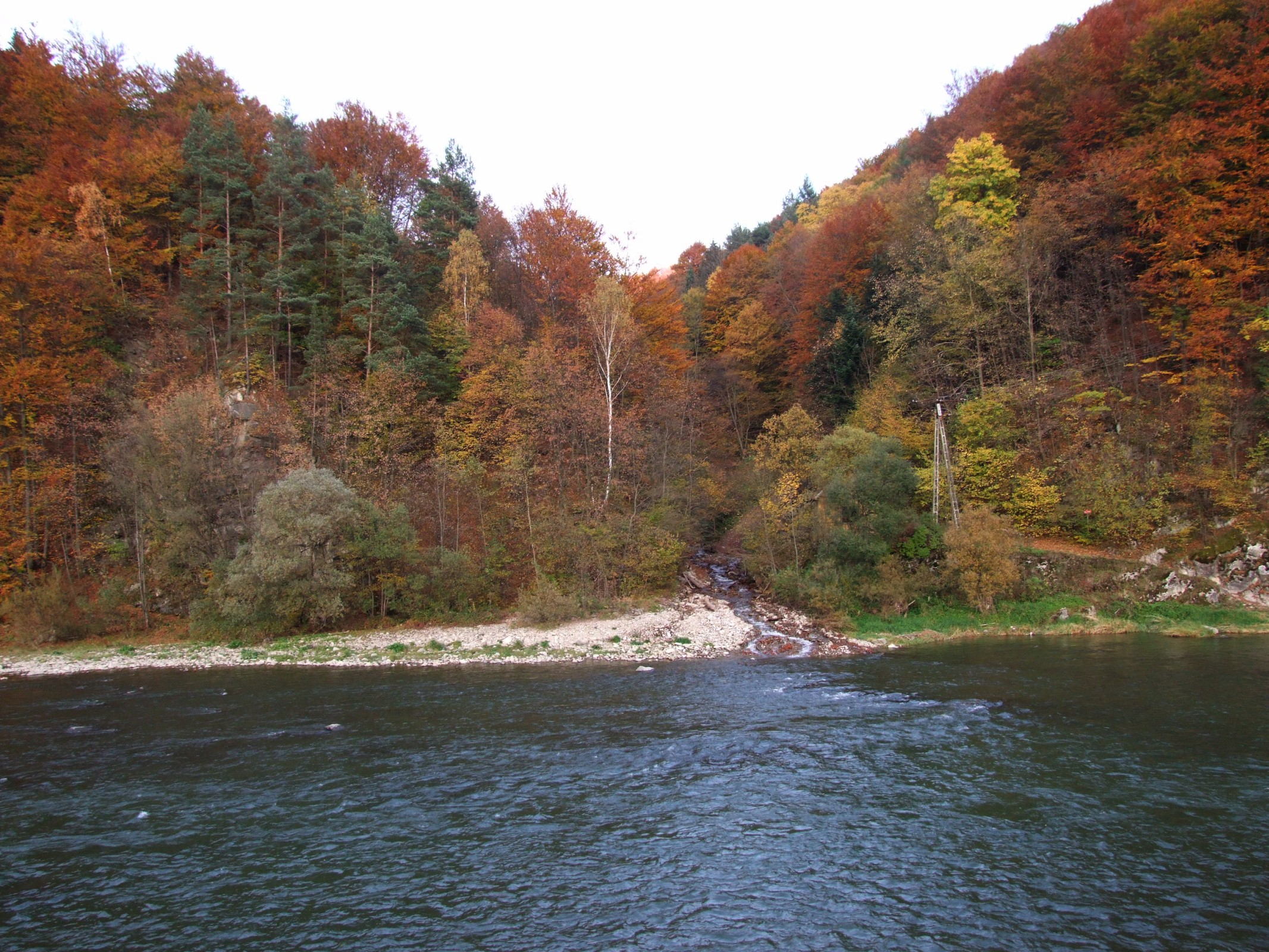
Ujście potoku Lewa Ręka

Przełom Tylmanowski (zwany także Zielonym Przełomem Dunajca) – przełom Dunajca znajdujący się pomiędzy Wyśnią Górą (638 m n.p.m.), której zachodnie zbocza bardzo ostro opadają w stronę rzeki, a łagodniejszym, północno-wschodnim grzbietem górskim Marszałka (827 m n.p.m., pasmo Lubania, 1211 m n.p.m.). Dunajec tworzy w tym miejscu zakole pomiędzy Pasmem Radziejowej a Gorcami. Prawobrzeżna część przełomu Dunajca pod Kłodnem jest terenem dzikim i wyjątkowo trudno dostępnym. Dzięki temu zachowała swój pierwotny krajobraz doliny górskiej rzeki, praktycznie niezmienionej od czasów lokacji wsi. Stromo opadające do samego Dunajca, pocięte głębokimi jarami stoki Beskidu Sądeckiego, wyglądają szczególnie pięknie jesienią. To tam wpadają do niego dwa potoki: Podlipowiec i Lewa Ręka.

## Położenie
Przełom Tylmanowski leży w województwie małopolskim, powiecie nowotarskim, w gminie Ochotnica Dolna. Prawy brzeg Dunajca w rejonie przełomu, mniej więcej od ujścia potoku Podlipowiec do granicy zabudowań przysiółka Łęg Górny, na wprost osiedla Kłodne (części wsi Tylmanowa) objęty jest Rezerwatem przyrody Kłodne nad Dunajcem.